# Institut für Medien- und Kommunikationspolitik
Das Institut für Medien- und Kommunikationspolitik (IfM) ist eine Forschungseinrichtung an der Schnittstelle zwischen Kommunikations- und Politikwissenschaft, Soziologie und Informatik, die das medien- und kommunikationspolitische Feld analysiert. Das IfM wird sowohl von öffentlich-rechtlichen als auch privaten Medienunternehmen finanziert und arbeitet mit der Bundeszentrale für politische Bildung und verschiedenen Stiftungen zusammen.

## Träger
Das Institut wird von fünf Einzelgesellschaftern getragen, darunter Gründungsdirektor Lutz Hachmeister. Es war bis 2014 eine Tochtergesellschaft von HMR International, einer Beratungsagentur für Medienunternehmen, die im Jahr 1995 von Lutz Hachmeister, Petra Müller und Martina Richter gegründet wurde. Das IfM arbeitete bis 2014 hauptsächlich von der Berliner Fasanenstraße 73 aus. 2014 erfolgte der Umzug nach Köln. Das Institut wurde im Juni 2005 ins Handelsregister von Köln eingetragen, nachdem im März 2005 sein Gesellschaftsvertrag geschlossen worden war.
Es wird von Medienunternehmen finanziell gefördert, unter anderem von ARD, ZDF, Sky Deutschland, FAZ, Axel Springer AG, Spiegel-Verlag sowie von der Medienanstalt Berlin-Brandenburg. Dem Senat des IfM gehören rund 30 Wissenschaftler und Medienschaffende an, die sich in den vergangenen Jahren durch Publikationen zur Medien- und Kommunikationspolitik ausgewiesen haben.

## Aufgaben
Das Institut ist laut Statut „Forum für die Medienbranche, die Kommunikationsforschung und die handelnde Politik“. Es soll „konkrete Modelle und Optionen für die Lösung medienpolitischer Aufgaben“ anbieten und diskutiert diese mit politischen Vertretern. Damit soll es dazu beitragen, der Medienpolitik jenen strategischen Stellenwert zuzuordnen, der ihr aus publizistischen und wirtschaftlichen Gründen zukäme.
Schwerpunkt der Institutsarbeit ist eine ständig aktualisierte Online-Datenbank zur internationalen Medienwirtschaft (Presse, Hörfunk und Fernsehen, Online-Medien) mit einem Ranking der weltweit größten Medienkonzerne.
Weitere Forschungsinhalte sind:
- Theoretische und empirische Fundierung von grundsätzlichen Begriffen und Modellen der Medienpolitik
- Analyse der „Sprache des Politischen“ in den traditionellen und neuen (Netzwerk-)Medien
- Erforschung der ökonomischen und publizistischen Beziehungen von Print- und Onlinemedien, besonders in ihren Auswirkungen auf den professionellen Journalismus
- Herausgabe und redaktionelle Leitung des „Jahrbuch Fernsehen“[8]

Bekannt wurde das Institut vor allem durch seine „Medienpolitischen Colloquien“. Bisher waren unter anderem:
Greg Dyke (vom British Film Institute), Ernst Uhrlau (ehemaliger Präsident des Bundesnachrichtendienstes), Alan Rusbridger (ehemaliger Chefredakteur des Guardian), Mathias Müller von Blumencron & Georg Mascolo (ehemals in der Chefredaktion des Spiegels), Viviane Reding (ehemalige EU-Kommissarin für Informationsgesellschaft und Medien), Holm Friebe (Zentrale Intelligenz Agentur), Peter Altmaier (ehemaliger Bundesumweltminister und Chef des Bundeskanzleramts, mittlerweile Bundesminister für Wirtschaft und Energie), David Weinberger (Harvard University), Evgeny Morozov (Stanford University), Norbert Lammert (ehemaliger Präsident des Deutschen Bundestages) und Lutz Marmor (ehemaliger Vorsitzender der ARD, nunmehr Intendant des NDR) zu Gast.
Außerdem wurde das Institut vom Goethe-Institut im Rahmen des Programms „Deutschland Denkt“ als eines von sechs herausragenden außeruniversitären Instituten für Medienforschung ausgewählt.

## Cologne Futures
Das Institut veranstaltet seit 2012 einmal jährlich die Konferenz Cologne Futures – bis 2015 unter dem Namen Cologne Conference Futures. Das Format widmet sich den Themen Medienwandel – verstanden als „Medienevolution“ – und der Technikfolgenabschätzung. Dort sprachen unter anderem Richard Barbrook, Nick Bostrom, George Dyson, Kevin Kelly, Kathrin Passig und Tim Wu. Seit 2015 finden die Cologne Futures in Kooperation mit der Kunsthochschule für Medien Köln statt. Wichtigster Sponsor der Veranstaltung ist die Deutsche Telekom. Dokumentiert werden die Vorträge in der Fachzeitschrift Medienkorrespondenz.

## Standpunkte
Das Institut hält die bisherige, am Rundfunkbegriff orientierte Medienpolitik der Bundesländer für veraltet und überfällig. Rundfunkpolitik, so formulierte es Gründungsdirektor Lutz Hachmeister in einem Streitgespräch mit dem für dieses Politikfeld verantwortlichen Staatskanzlei-Chef Martin Stadelmaier (Rheinland-Pfalz), werde „bald so bedeutend sein wie die Verwaltung der illyrischen Provinzen im 19. Jahrhundert“. Traditionelle Medien- und neue Netzpolitik müssten zusammen konzipiert und organisiert werden. Abgesehen von eher ordoliberalen oder libertären Standpunkten orientiert sich die Arbeit des Instituts an den Modellen der britischen Medien- und Kulturpolitik, etwa in der Frage der Regulierung des Mediensektors durch eine zentrale Aufsichtsagentur (wie die britische Ofcom) oder bei der Gestaltung des Verhältnisses zwischen Sendern und Fernseh- und Filmproduzenten. Um Konzentrations- und Vermachtungsprozesse wie im Fall Murdoch zu verhindern und die Öffentlichkeit dafür zu sensibilisieren, fordert das IfM ein stärkeres Monitoring von Konzernverflechtungen, Geschäftsmodellen und publizistischen Standards. Zudem hat das IfM die Idee einer gemeinnützigen „Stiftung Journalismus“ ins Gespräch gebracht.